# Sociedade Geográfica Russa

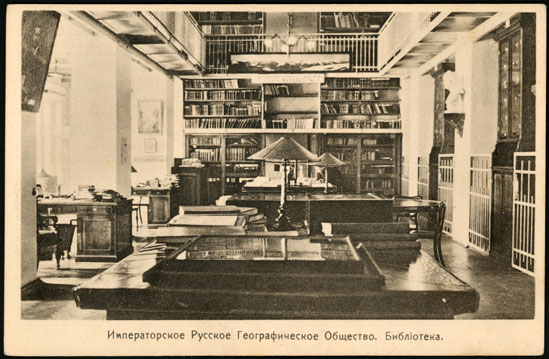
biblioteca da Sociedade Geográfica Russa no início do século XX.

A Sociedade Geográfica Russa (em russo:  Русское географическое общество) é uma sociedade científica de geografia fundada em 18 de Agosto de 1845 em São Petersburgo, Rússia.
Em 1850-1917 era conhecida como Sociedade Geográfica Imperial Russa, em 1926-1938 - Sociedade Geográfica Estatal, em 1938-1992 - Sociedade Geográfica da URSS. 
Entre os seus membros fundadores encontravam-se Fyodor Litke, Fyodor Wrangel, Vladimir Dahl, Vladimir Odoyevsky, Friedrich Georg Wilhelm von Struve, e Karl Ernst von Baer.